# Shelfordina isomorpha
Shelfordina isomorpha är en kackerlacksart som först beskrevs av Walker, F. 1868.  Shelfordina isomorpha ingår i släktet Shelfordina och familjen småkackerlackor. Inga underarter finns listade i Catalogue of Life.